# Bellot
 Bellot  es una población y comuna francesa, en la región de Isla de Francia, departamento de Sena y Marne, en el distrito de Provins y cantón de Rebais.

## Demografía
| 838 | 828 | 978 | 925 | 872 | 875 | 911 | 916 | 926 | 900 | 880 | 847 | 844 | 774 | 779 | 711 | 683 | 667 | 671 | 693 | 587 | 604 | 605 | 601 | 609 | 610 | 552 | 531 | 487 | 534 | 672 | 706 |
| Para los censos de 1962 a 1999 la población legal corresponde a la población sin duplicidades (Fuente: INSEE [Consultar]) |     |     |     |     |     |     |     |     |     |     |     |     |     |     |     |     |     |     |     |     |     |     |     |     |     |     |     |     |     |     |     |